# En Italia son todos machos
En Italia son todos machos (en italiano In Italia sono tutti maschi) es una novela gráfica italiana editada por Kappa Edizioni, en septiembre de 2008, escrita por Luca de Santis e ilustrada por Sara Colaone.

## Creación
La idea de la historieta surgió en 2003 de una entrevista de Giovanni Dall'Orto a un deportado italiano gay durante el fascismo, Giuseppe B., realizada en 1987. Luca de Santis no encontró mucha información sobre el tema, aparte de algunas entrevistas de Giovanni Dall’Orto y el documental-ficción de Gabriella Romano, Ricordare, lo que le llevó a documentarse directamente en los archivos. La necesidad de la creación surgió de este silencio sobre la historia de los gays de Italia durante la dictadura de Mussolini.

## Trayectoria editorial
En 2009 In Italia sono tutti maschi ganó el premio A. Micheluzzi en el Comicon de Nápoles como «Mejor historieta del año».
La novela gráfica ha sido traducida para el mercado francés y canadiense con el título En Italie, il n'y a que de vrais hommes («En Italia no hay más que auténticos hombres») editado por Dargaud; en Alemania la versión en lengua alemana lleva el título Insel der Männer («Isla de los hombres»), editado por Schreibel&LEser. En España la editó Norma Editorial en 2011 bajo el título En Italia todos son machos, con traducción de Manel Domínguez.

## Argumento
La novela cuenta el confinamiento de los homosexuales italianos durante la dominación fascista de Italia y más concretamente los últimos años del exilio (1939-1940) de un grupo de hombres en la isla de San Domino, en el archipiélago de las Tremiti. Los homosexuales italianos habían sido declarados en 1943 como «serias y peligrosas molestias para la sociedad». A pesar de que no existían leyes contra la homosexualidad, los homosexuales eran condenados por un «delito contra la raza» o por razones políticas, cuando no eran fascistas.
La historia del protagonista Antonio Angelicola, apodado Ninella, y de su deportación y reclusión, se entrelaza —en un segundo plano temporal ambientado a finales de la década de 1980— con la de un joven creador de documentales, Rocco, y su amigo Nico.
Las vivencias y personajes que aparecen en el libro son historias verdaderas y personas reales. En particular, el argumento se basa en la historia real de Giuseppe B., apodado Peppinella, que fue entrevistado bajo su nombre real en el documental-ficción de Gabriella Romano, Ricordare.